# Georg Schnedermann
Georg Heinrich Eberhard Schnedermann (* 21. Oktober 1818 in Hatzum; † 30. Januar 1881 in Dresden) war ein deutscher Chemiker und Direktor der Königlichen Gewerbschule Chemnitz, der Vorgängereinrichtung der Technischen Universität Chemnitz.

## Leben
Schnedermann beendete 1840 sein Pharmaziestudium an der Universität Göttingen als Rezeptarius. Anschließend 
studierte er Chemie an der Universität Gießen bei Justus von Liebig. Dort promovierte er am 15. Februar 1845 zum Dr. phil.
Nach der Promotion arbeitete Schnedermann als Lehrer an einer öffentlichen Schule in Leipzig.
1847 wurde er als Professor für Technische Chemie, Allgemeine Chemie, Naturgeschichte und praktisch-chemische Arbeiten an die Gewerbschule Chemnitz berufen.
Im Jahr 1848 übernahm der dort die Leitung stellvertretend für den abwesenden Julius Ambrosius Hülße. 
Im Jahr 1850 wurde er zum Direktor der Gewerbschule ernannt. In diesem Amt, das er bis 1866 innehatte, konzentrierte er sich 
auf den Aufbau der Landwirtschaftlichen Abteilung, den Ausbau des Chemielaboratoriums und die Einrichtung einer Physikalischen Sammlung. 
Schnedermann war Mitherausgeber des Polytechnischen Centralblattes, das von Hülße begründet wurde. Gemeinsam mit Wilhelm Knop veröffentlichte er mehrere Artikel über Themen der Bio- und Lebensmittelchemie.